# Животът на философите
„Животът на философите“ (на старогръцки: Βίοι καὶ γνῶμαι τῶν ἐν φιλοσοφίᾳ εὐδοκιμησάντων, Животът и ученията на видните философи) е доксография на гръцки философи от Диоген Лаерций, писана на старогръцки, може би в първата половина на 3 век.

## Преглед
„Животът на философите“ е писана на гръцки и претендира да описва живота и ученията на гръцките философи. Творбата няма точно заглавие и в ръкописите се появява в различни дълги форми. Макар и в най-добрия случай да е безкритична и нефилософска компилация, нейната стойност като поглед в частния живот на гръцките мъдреци кара Мишел дьо Монтен да напише, че би искал вместо един Лаерций да има дузина. От друга страна, съвременните учени съветват разказите на Диоген да се приемат със съмнение, особено когато не цитира източниците си: „Диоген е придобил значение по-голямо от стойността му, поради загубата на много първични източници и от ранните вторични компилации по случайност той остава основен продължителен източник за историята на гръцката философия.“

## Организация
Лаерций третира темата си в два раздела, наречени от него Йонийска и Италийска школа. Биографиите в първия раздел започват с Анаксимандър и завършват с Клитомах, Теофраст и Хризип. Вторият раздел започва с Питагор и завършва с Епикур. Сократическата школа с многобройните ѝ клонове е класифицирана като Йонийска, докато елеатите и скептиците са смятани за италийски. Диоген също така включва свои собствени стихове, макар и слаби, за философите, които обсъжда.
| Книги 1-7: Йонийска философия |
| Книга 1: Седем мъдреци |
| Талес, Солон, Хилон, Питак, Биант, Клеобул, Периандър, Анахарсис, Мисон, Епименид, Ферекид                                                            |
| Книга 2: Сократ, предшественици и последователи |
| Анаксимандър, Анаксимен, Анаксагор, Архелай, Сократ, Ксенофонт, Есхин, Аристип, Федон, Евклид, Стилпон, Критон, Симон, Главкон, Симий, Кебет, Менедем |
| Книга 3: Платон |
| Платон |
| Книга 4: Академия |
| Спевсип, Ксенократ, Полемон, Кратес, Крантор, Аркесилай, Бион, Лакид, Карнеад, Клитомах                                                               |
| Книга 5: Перипатетици |
| Аристотел, Теофраст, Стратон, Ликон, Деметрий, Хераклид                                                                                               |
| Книга 6: Киници |
| Антистен, Диоген, Моним, Онесикрит, Кратет, Метрокъл, Хипархия, Менип, Менедем                                                                        |
| Книга 7: Стоици |
| Зенон, Аристон, Херил, Дионисий, Клеант, Сфер, Хризип                                                                                                 |
| Книги 8-10: Италийска философия |
| Книга 8: Питагорейци |
| Питагор, Емпедокъл, Епихарм, Архит, Алкмеон, Хипас, Филолай, Евдокс                                                                                   |
| Книга 9: Некатегоризирани (Елеати, Атомисти, Скептици и др.)                                                                                          |
| Хераклит, Ксенофан, Парменид, Мелис, Зенон, Левкип, Демокрит, Протагор, Диоген, Анаксарх, Пирон, Тимон                                                |
| Книга 10: Епикур |
| Епикур |

## Български превод
В съкратен вид книгата е издадена на български през 1985 г. и втори път през 2002 г. в превод на Тодор Томов.